# Introducing Joss Stone
Introducing Joss Stone è il terzo album della cantante soul Joss Stone, pubblicato nel marzo 2007. Ha debuttato alla seconda posizione della classifica americana Billboard Hot 100 e nella top 10 di diverse classifiche mondiali. Ha venduto circa due milioni di copie in tutto il mondo ed è stato certificato oro dalla RIIA per vendite di oltre 1 300 000 copie. Dall'album sono stati estratti tre singoli: Tell Me 'Bout It, Tell Me What We're Gonna Do Now (in duetto con Common) e Baby Baby Baby.

## Tracce
1. Change [Vinnie Jones Intro] – 0:35 (Glenn Standridge, Tarsha Proctor-Standridge)
2. Girl They Won't Believe It – 3:16 (Joss Stone, Raphael Saadiq)
3. Headturned – 3:16 (Joss Stone, Billy Mann, Otis Redding)
4. Tell Me 'Bout It – 2:49 (Joss Stone, Raphael Saadiq, Robert Ozuna)
5. Tell Me What We're Gonna Do Now (feat. Common) – 4:22  (Joss Stone, Alonzo "Novel" Stevenson, Tony Reyes, Lonnie Lynn)
6. Put Your Hands On Me – 2:58 (Joss Stone, Raphael Saadiq)
7. Music (feat. Lauryn Hill) – 3:41 (Joss Stone, Alonzo "Novel" Stevenson, Tony Reyes, Lonnie Lynn, Wyclef Jean, Samuel Michel)
8. Arms Of My Baby – 2:52 (Joss Stone, Danny P, Jonathan Shorten)
9. Bad Habit – 3:41 (Joss Stone, Danny P, Jonathan Shorten)
10. Proper Nice – 3:23 (Joss Stone, Raphael Saadiq, Robert Ozuna, Chalmers "Spanky" Alford, Vincent Corea, Jeanne Roberts)
11. Brusied But Not Broken – 4:15 (Diane Warren)
12. Baby Baby Baby – 4:34 (Joss Stone, Danny P, Jonathan Shorten)
13. What We Where Thinking – 4:24 (Joss Stone, Raphael Saadiq)
14. Music (Outro) – 3:48 (Joss Stone, Raphael Saadiq)

## Classifiche
| Classifica (2007) | Posizione massima |
| ----------------- | ----------------- |
| Australia         | 15                |
| Austria           | 8                 |
| Belgio (Fiandre)  | 5                 |
| Belgio (Vallonia) | 36                |
| Canada            | 6                 |
| Croazia           | 11                |
| Danimarca         | 38                |
| Francia           | 22                |
| Germania          | 6                 |
| Giappone          | 37                |
| Irlanda           | 27                |
| Italia            | 7                 |
| Norvegia          | 27                |
| Nuova Zelanda     | 17                |
| Paesi Bassi       | 1                 |
| Portogallo        | 9                 |
| Regno Unito       | 2                 |
| Repubblica Ceca   | 28                |
| Stati Uniti       | 12                |
| Svezia            | 31                |
| Svizzera          | 2                 |